# Goldenberg
Goldenberg is een plaats in de stad Remscheid in het Rijnland in Noordrijn-Westfalen in Duitsland. Goldenberg is een plaats waar van oorsprong Limburgs wordt gesproken. Goldenberg ligt aan de Uerdinger Linie. Er is een protestantse kerk in Goldenberg.